# Algemeene Tentoonstelling van Voorwerpen van Nationale Nijverheid

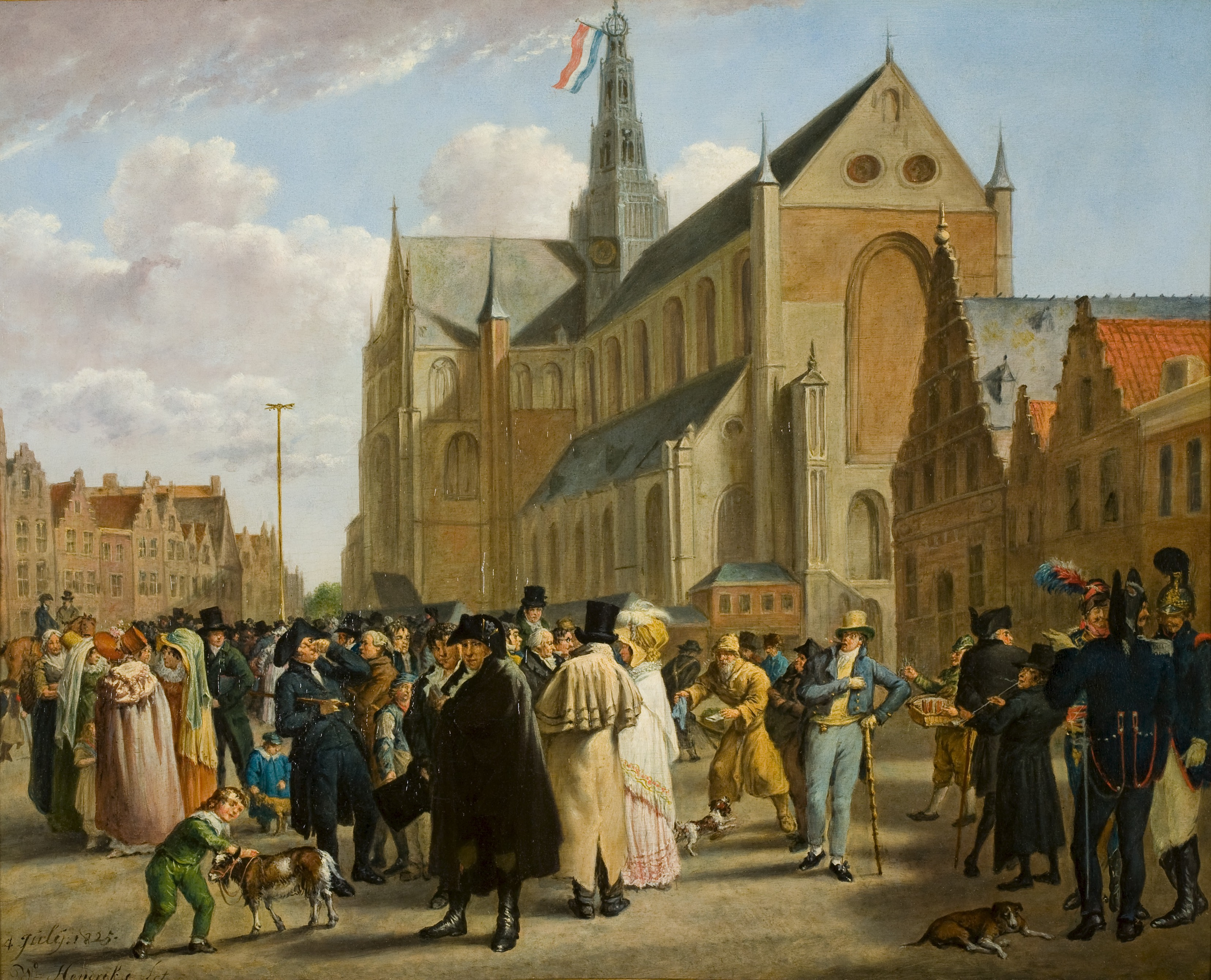
Feest op het marktplein in Haarlem vanwege de opening van de tentoonstelling, schilderij van Wybrand Hendriks

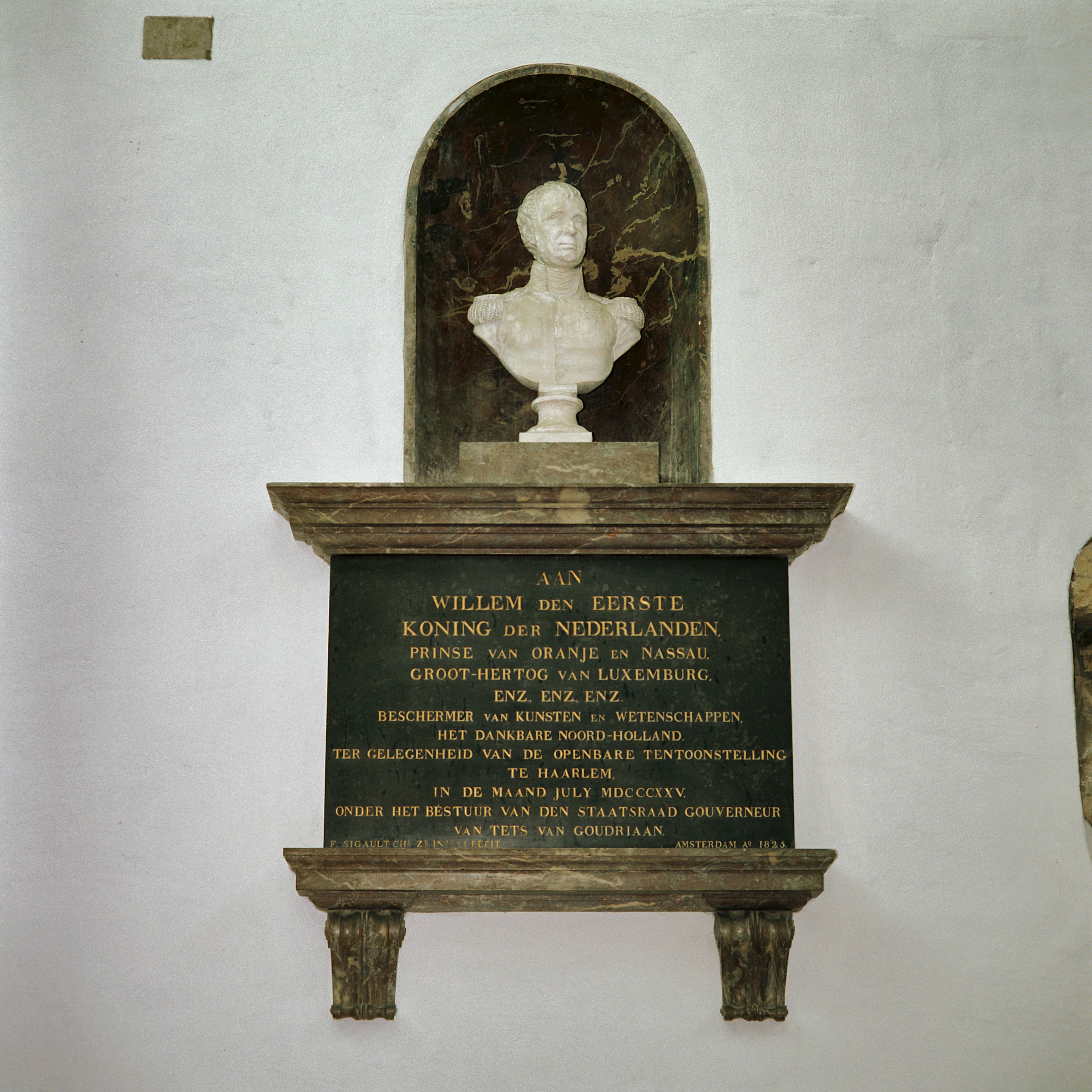
Borstbeeld Willem I met gedenkplaat in de Sint Bavokerk gemaakt door Jean François Sigault als dank aan de tentoonstelling

De Algemeene Tentoonstelling van Voorwerpen van Nationale Nijverheid was een tentoonstelling in 1825 in Haarlem gehouden waarbij producenten, ambachtslieden en landbouwers uit het Verenigd Koninkrijk der Nederlanden een selectie van hun werken tentoonstelden. Het was de tweede nationale Nijverheidstentoonstelling, de eerste vond plaats in 1820 in Gent, de volgende zou plaatsvinden in 1830 in Brussel.
De tentoonstelling werd op 4 juli 1825 geopend door koning Willem I met een feest op de Grote Markt.
Om de bezoekersstromen aan te kunnen werden de stadspoorten Grote Houtpoort en Zijlpoort in 1824 afgebroken. De tentoonstelling werd samengesteld door Jan Adriaan van Zuylen van Nijevelt, griffier van de Staten van Noord-Holland in Haarlem. De voorwerpen werden geselecteerd door een commissie samengesteld uit Ludovicus Hamerster Ameshoff, Willem Philip Barnaart, Jacob van Breda, Ch. le Coqu (KvK Doornik), P.J. van der Elst (KvK Brussel), J.J.B. Van den Male Denijs (KvK Brugge), Martinus van Marum, Denis de Mélotte d'Envoz, Jacob Hendrik Onderdewijngaart Canzius, Ch. Pieters (Nederlandsche Handel-Maatschappij), J. de Vos (Koninklijk Nederlandsch Instituut), J. van Tours (Raad van State), Jan Adriaan van Zuylen van Nijevelt en Wouters de Terweerden (Algemene Rekenkamer).